# Tris(tribromphenoxy)-s-triazin
Tris(tribromphenoxy)-s-triazin (TTBP-TAZ) ist eine organische chemische Verbindung aus der Gruppe der Triazine.

## Verwendung
Tris(tribromphenoxy)-s-triazin wird als Flammschutzmittel eingesetzt. Empfohlen wird die Anwendung bei Polyethylen-Folien und -Rohren. Es wurde in Plastikteilen von neuen Elektrogeräten gefunden, fehlte jedoch bei alten. Im Elektroschrott wurde in einer 2011 durchgeführten Studie eine durchschnittliche Konzentrationen von 14±5 ppm gefunden, was das Vorkommen von TTBP-TAZ in elektronischen Geräten bestätigte.